# Ferulago ternatifolia
Ferulago ternatifolia es una especie de planta herbácea perteneciente a  la familia Apiaceae.

## Descripción
Son hierbas perennes, glabras, con rizoma grueso y reticulado. Tallos de 50-140 cm, estriados, rectos incluso en la inflorescencia; en ésta con ramas alternas o en verticilos de 2-3. Hojas basales muy numerosas, hasta de 55 × 30 cm, 3-4 ternatisectas, de contorno obovado o romboideo, con divisiones de último orden de 2-15 × 0,5-1 mm, lineares, mucronuladas; hojas superiores más pequeñas, 2-3 ternatisectas o 2-3 pinnatisectas, gradualmente reducidas a la vaina. Umbelas terminales de cada rama con flores hermafroditas; las laterales, cuando existen, con flores unisexuales; umbela principal más desarrollada que las restantes, con (6)9-14(22) radios que alcanzan hasta 6 cm en la fructificación, iguales o subiguales. Brácteas numerosas, de 4-7 × 1-2 mm, de oblongo-lanceoladas a deltoideas, indivisas o rara vez pinnatífidas, reflejas, con el margen escarioso. Bractéolas numerosas, más pequeñas que las brácteas. Cáliz con dientes hasta de 1 mm, triangulares. Estilopodio plano; estilos 0,6-1(2) mm en la fructificación. Frutos 10-16 × (4)6-7(9) mm, elípticos; mericarpos con las costillas comisurales prolongadas en alas de 0,7-1,3 mm de anchura.

## Distribución y hábitat
Se encuentra en matorrales en pedregales calizos; a una altitud de 380-1800 metros en las Sierras de Alicante y Murcia. 

## Taxonomía
Ferulago ternatifolia fue descrito por Solanas, M.B.Crespo & García-Martín y publicado en Anales del Jardín Botánico de Madrid 58: 103. 2000.